# فدرال ریلتی
فدرال ریلتی (انگلیسی: Federal Realty) شرکت املاک آمریکایی است، که در سال ۱۹۶۲ تأسیس شد.